# Jakow Zak
Jakow Izrailewicz Zak (ros. Яков Израилевич Зак; ur. 20 listopada 1913 w Odessie, zm. 28 czerwca 1976 w Moskwie) – rosyjski pianista i pedagog muzyczny, zwycięzca III Międzynarodowego Konkursu Pianistycznego im. Fryderyka Chopina (1937).

## Życiorys

### Młodość i wykształcenie
Grać na fortepianie zaczął w wieku sześciu lat. Studiował w Konserwatorium w Odessie (1930–1932), a następnie w Konserwatorium Moskiewskim u Heinricha Neuhausa (1932–1935). W 1935 zajął III miejsce w moskiewskim Wszechzwiązkowym Konkursie Muzyków-Wykonawców. W 1937 reprezentował ZSRR na III Międzynarodowym Konkursie Pianistycznym im. Fryderyka Chopina, gdzie zajął I miejsce oraz otrzymał nagrodę Polskiego Radia za najlepsze wykonanie mazurków.

### Międzynarodowa kariera
Dzięki sukcesom konkursowym zaczął koncertować na całym świecie. Po II wojnie światowej występował w Wielkiej Brytanii, Belgii, Bułgarii, Francji, Finlandii, Holandii, Jugosławii, Rumunii, Szwajcarii, a także w Kanadzie, USA i Brazylii. Często też powracał do Polski, gdzie m.in. był dwukrotnym jurorem Konkursów Chopinowskich (1955 i 1960).
Oprócz kariery pianistycznej był też profesorem klasy fortepianu w Konserwatorium Moskiewskim, a od 1965 kierownikiem Katedry Fortepianu na tej samej uczelni. Jego studentami byli m.in. Irina Zaricka, Nikołaj Pietrow oraz Jurij Jegorow.
Został pochowany na Cmentarzu Kuncewskim w Moskwie.

## Repertuar i dyskografia
Dysponował bogatym repertuarem, w którym znajdowały się utwory m.in. Roberta Schumanna, Ludwiga van Beethovena, Fryderyka Chopina, Ferenca Liszta, Johannesa Brahmsa, Siergieja Rachmaninowa, Franza Schuberta i Maurice'a Ravela. Nagrał kilka płyt.